# Два квитки до Індії
«Два квитки до Індії» (рос. Два билета в Индию) — мультиплікаційний фільм Романа Качанова 1985 за мотивами однойменної повісті Кира Буличова.

## Сюжет
Вчені з планети Геда летять в Індію на симпозіум з охорони тварин Галактики. Через муху за бортом космічного корабля перед останнім витком навколо Землі відбувається екстрене катапультування професора Транкверрі. Він опиняється у піонерському таборі під Москвою. До Індії йому одному не добратися, оскільки він відрізняється від звичайного тигра лише тим, що вміє говорити. У цьому піонерському таборі як раз знаходяться два піонери — Юля Грибкова та Діма Семенов, які вирішують допомогти професору. Але як переправити його у такому вигляді до Індії? За допомогою вони звертаються до Юлиної бабусі Вірі Грибкової, яка у свою чергу дзвонить та кличе на допомогу свого друга дитинства Миколу Яснова — нині приборкувача диких тварин у цирку. Цирк саме повинен виїхати на гастролі до Індії, тож приборкувач погоджується взяти Транкверрі із собою …

## Творці
- Автор сценарію: Кір Буличов
- Композитор: Юрій Саульський
- Кінорежисер: Роман Качанов
- Художники-постановники: Олена Боголюбова, Ольга Боголюбова
- Кінооператор: Кабул Расулов
- Художники-мультиплікатори: Анатолій Абаренов, Антоніна Альошина, Марина Восканьянц, Йосип Куроян, Олександр Панов, Марина Рогова
- Художники: Вікторія Макина, Олексій Шелманов
- Асистент режисера: Тетяна Литко
- Звукооператор: Володимир Кутузов
- Монтажер: Олена Білявська
- Редактор: Наталія Абрамова
- Директор знімальної групи: Ліліана Монахова

### Ролі озвучували
- Юрій Андрєєв,
- Марія Виноградова,
- Юрій Волинцєв,
- Ольга Громова,
- Ніна Зорська,
- Олександр Кайдановський,
- Володимир Ферапонтов,
- Рогволд Суховерко,
- Віктор Філіппов